# Războiul Civil Libian
Războiul Civil Libian din 2011 a fost un conflict între revoluționarii libieni și Marea Jamahiriye Arabă Socialistă Populară Libiană. A început ca o serie de proteste și confruntări care au loc în statul nord-african împotriva lui Muammar Gaddafi, conducătorul Libiei de 42 de ani.

## Descriere
Protestele au început pe 15 februarie 2011 și au devenit o revoltă la scară mare până la sfârșitul lunii februarie, luptele evoluând aproape către un război civil, mai ales după ce Consiliul Național de Tranziție a preluat conducerea în teritoriile controlate de revoluționari. Revolta a fost inspirată de cele din Tunisia și Egipt și, în general, protestele din Africa și Orientul Mijlociu din 2010–2011.
Multe din forțele de securitate ale lui Gaddafi au refuzat să lupte împotriva civililor, iar părți semnificative s-au alăturat protestatarilor. Gaddafi a angajat mari mase de mercenari străini dintr-un număr de țări africane pentru a ataca protestatarii. Până la finalul lunii februarie, se părea că Gaddafi a pierdut controlul asupra unei mari părți a țării sale. Opoziția libiană a format un Consiliu național de tranziție, iar presa liberă a început să activeze în Cirenaica. Media socială a jucat un rol important în organizarea opoziției.
Gaddafi a deținut controlul în Tripoli, Sirt, Zliten și Sabha. Gaddafi a controlat bine armata, Brigada Khamis și o mare masă de mercenari. Unii dintre oficialii lui Gaddafi au trecut de partea protestatarilor și au cerut ajutorul comunității internaționale pentru a pune capăt masacrelor de civili, dintre care mulți sunt non-combatanți.

Steagul Regatului Libian (1951-1969)

Cele mai multe națiuni au condamnat cu fermitate utilizarea forței împotriva civililor. Statele Unite i-au impus sancțiuni lui Gaddafi. Consiliul de Securitate al ONU a adoptat o rezoluție de înghețare a activelor pe care Gaddafi și 10 membri ai cercului său le dețin. Rezoluția a impus, de asemenea, o interdicție de călătorie și a menționat Libia la Tribunalul Penal Internațional pentru investigații. Intervenția din exterior a fost discutată de către guvernele Europene, cel al SUA și liderii rebelilor. Oricum, câțiva lideri de stat din America Latină și-au exprimat sprijinul pentru guvernul lui Gaddafi, pentru acest lucru fiind criticați de lideri din întreaga lume. Reprezentanți ai organismului de monitorizare a traficului de arme al Uniunii Europene au declarat că, în timpul crizei, Gaddafi a primit transporturi militare din Belarus.
Pe 20 octombrie 2011, Gaddafi a fost capturat de către revoluționari în timp ce încerca să fugă din orașul Sirt. A murit în circumstanțe neelucidate.

## Refugiați libieni în România
Din 2011, peste 191 de mii de persoane au fugit din calea violențelor din Libia în Tunisia, Egipt, Algeria. Timișoara găzduiește primul Centru de Tranzit în Regim de Urgență pentru Refugiați din lume. Astfel, din Libia a fost transfat temporar, primul grup de refugiați eritreeni din tabăra Shousha, aflată în Tunisia, la 4  kilometri de granița cu Libia, unde condițiile de trai erau dure. La CTU vor fi găzduiți  pe o perioadă de maxim șase luni, până la relocarea acestora în alte țări, cum ar fi SUA sau Canada.
„Acest centru adăposteşte şi va continua să adăpostească refugiaţi din ţări cu probleme în acest moment cum sunt Libia sau Tunisia. La fel ca şi Italia, România face parte din NATO şi Comunitatea Europeană şi trebuie să urmeze poziţia adoptată de aceste organizaţii. Nu putem uita că este vorba de persoane refugiate care au nevoie de noi în acest moment şi dacă există posibilitatea să-i găzduim temporar trebuie să facem acest lucru”—ambasadorul Italiei în România, Mario Cospito.
Reprezentantul Înaltului Comisariat ONU pentru Refugiați în România, Machiel Salomons, a declarat că, pentru a continua ajutorarea refugiaților, UNHCR ar mai avea nevoie de încă 310 milioane de dolari.